# Colleretto Castelnuovo
Colleretto Castelnuovo (piemonti nyelven Corèj Castelneuv) egy észak-olasz község (comune) a  Piemont régióban.